# Награда Рима
 Награда Рима  (фр. Prix de Rome);  је била француска уметничка награда, коју је додељивала Француска краљевска академија за сликарство и скулптуру (фр. Académie royale de peinture et de sculpture), касније Академија лепих уметности (фр. Académie des Beaux-Arts) у оквиру Института Француске (фр. Institut de France). Установљена је 1663. године за време владавине Луја XIV (фр. Louis XIV de France), за студенте уметности (у почетку за сликаре и вајаре). Од 1666. године победници су добијали стипендију која им је омогућавала да бораве у Риму три до пет година у Палати Манчини (итал. Palazzo Mancini) о трошку краља Француске. Награда је 1720. године проширена на архитектуру а затим на музику 1803. и бакропис 1804. године. Престижну награду је 1968. укинуо Андре Малро, тадашњи министар културе након протеста у Француској у мају 1968. који су позивали на културне промене.

## Историја
Велика награда за сликарство и скулптуру, Награда Рима, је првобитно креирана за сликаре и вајаре 1663. године у Француској, за време владавине Луја XIV. Такмичење је сваке године (два пута 1663. године) организовала Краљевска академија за сликарство и вајарство (фр. Académie royale de peinture et de sculpture), а касније Академија лепих уметности (франц. Académie des Beaux-Arts)  у оквиру Институт Француске. Била је то годишња награда са стипендијом за перспективне уметнике који су доказали свој таленат тако што су прошили веома тешко елиминационо такмичење. Да би успео, уметник је морао да направи скицу на задату тему док је био изолован у посебној, затвореној кабини. Успех на такмичењу и додела стипендија нису били нужно повезани већ су били одређени искључиво краљевском наклоношћу. Француска академија у Риму (фр. Académie de France à Rome), коју је основао Жан Батист Колбер (фр. Jean-Baptiste Colbert), свечано је отворена 1666. године у Палати Манчини а први сликари и вајари боравили су у њој од фебруара исте године. Након 140 година такмичење је проширено на пет категорија. Архитектура је додата 1720. године, 1803. додата је музика, а после 1804. године и награда за гравирање. Године 1817. креирана је и награда за историјски пејзаж али је угашена 1861. Примарни победник је добијао Прву велику награду (фр. Premier grand prix), познату колоквијално и као одобрено, одобрење (фр. agréé), док је Другa велика наградa додељиванa другопласиранима. Након гaшења краљевских академија, отказа боравка у Палати Манчини од стране града Рима 1793. године и прекида такмичења између 1794. и 1796. године (због рата и немогућности одласка у Италију), такмичења су настављена 1797. године под руководство новог  Института Француске, који је заменио старе академије. Наполеон Бонапарта је 1803. преселио Француску академију у Риму у Вилу Медичи (итал. Villa Medici), са намером да сачува институцију којoj је некада претила опасност од Француске револуције. Римска награда била је веома цењена у уметничким круговима али и неки веома познати уметници нису успели да је добију. Жак-Луј Давид (фр. Jacques-Louis David), пошто није успео да освоји награду три године заредом, размишљао је о самоубиству. Едуар Мане, (фр. Édouard Manet), Едгар Дега (fr. Hilaire-Germain-Edgar de Gas), Ернест Шусон (фр. Amédée-Ernest Chausson) и Морис Равел (фр. Joseph-Maurice Ravel), покушали су да освоје ово признање, али нису успели. Равел је укупно пет пута покушао да освоји награду, а последњи неуспели покушај  био је 1905. године. Таква одлука жирија, чији су чланови били и са Париског конзерваторијума, била је толико контроверзана и бурно дочекана у јавности да је довела до потпуне реорганизације администрације на Париском конзерваторијуму. Жене уметнице могле су да учествују на такмичењу за Награду Рима од 1903. године, захваљујући интензивном ангажовању и акцијама вајарке Елене Берту (фр. Hélène Bertaux). Прва добитница главне награде била је вајарка Лусијен Евелмо (фр. Lucienne Heuvelmans), 1915. године а 1913. је Лили Булонже (фр. Lili Boulanger) постала прва жена која је победила у категорији музичке композиције. Такмичење је привремено прекинуто током Првог светског рата (1915-1918). Током Другог светског рата (1939–1945), добитници награда били су смештени у Вили Парадизо (фр. La villa Paradiso) у Ници (фр. Nice). Такмичење је 1968. године отказао Андре Малро, тадашњи министар културе. Од тада се награда  додељује и у другим областима уметности (књижевност, аудиовизуелни медији, рестаураторска дела) а од 1984. године конкурс је отворен не само за француске него и за стране уметнике. Исте године такмичење за Награду Рима је замењено селекцијом заснованом на низу конкурса а академије су уједињене у оквиру Института Француске. Такмичење Награда Рима (хол. Prijs van Rome), успостављена је и у Холандији 1807. године (од 1870. године избор организује Национална академија визуелних уметности (хол. Rijksakademie van beeldende kunsten) из Амстердама). Белгија такође има своју варијанту Награде Рима (хол. Prijs van Rome), која је установљена 1832. године од Краљевска академија лепих уметности из Антверпена (хол. Academie voor Schone Kunsten van Antwerpen), да би од 1920. године организацију преузела Влада Краљевине Белгије (хол. Belgische federale regering). Слична награда, под истим именом Награда Рима, постоји у САД и Канади. На иницијативу из Сената, од 2014. године у Француској је успостављена и Нова награда Рима (фр. Nouveau Prix de Rome).